# Enrique Casal Chapí
Enrique Casal Chapí (* 15. Januar 1909 in Madrid; † 20. Oktober 1977 ebenda) war ein spanischer Komponist.

## Leben
Der Enkel des Zarzuelakomponisten Ruperto Chapí y Lorente studierte von 1928 bis 1936 am Konservatorium von Madrid Klavier bei Emilia Quintero y Calé sowie Harmonielehre und Komposition bei Conrado del Campo. Von 1933 bis 1938 wirkte er als musikalischer Leiter des Teatro Escuela de Arte und komponierte in dieser Zeit zahlreiche Schauspielmusiken, so zu Gas o para la compañía von Margarita Xirgu. Daneben trat er als Caféhaus- und Kinopianist auf. Mit dem Cuarteto Castilla führte er spanische Folklore und polyphone Vokalmusik des 16. Jahrhunderts auf.
Vor dem Spanischen Bürgerkrieg flüchtete er zunächst nach Frankreich und lebte dann von 1940 bis 1945 in der Dominikanischen Republik, wo er Chefdirigent des 1941 auf Anregung von Rafael Trujillo gegründeten Orquestra Sinfónica Nacional in Santo Domingo wurde. Nach 1945 lebte er zunächst in Argentinien, später in Montevideo. Hier wirkte er als Professor für Komposition und führte 1950 mit großem Erfolg seine Oper El baile del Caballero de Olmedo auf. In den 1960er Jahren kehrte er nach Spanien zurück. Zu seinen Schülern zählten u. a. Ninón Lapeiretta und Manuel Simó.

## Werke
- El acero de Madrid. “Canción Madrigalesca” nach der Komödie von Lope de Vega, 1935
- Las aguas del Manzanares o Contra un mal querer Piscina, Sainete nach José Franco Pumarega
- El baile del Caballero de Olmedo de Lope de Vega
- Dos canciones zamoranas: El tío Babú y Seguidilla de Sayago
- Las mujeres pendencieras o Con mal genio no hay amor, Sainete nach José Franco Pumarega
- Sueño de oro, Walzer
- Tres cantares: Serrana, Cantar de siega, Villancico